# SSWP

Węzeł cumowniczy stosowany w Sojuzach 7K-T

System dokowania i transferu wewnętrznego (ros. Система стыковки и внутреннего перехода, Sistiema stykowki i wnutrienniego pieriechoda) (SSWP) – rosyjski (dawniej radziecki) system dokowania oparty na kombinacji sondy i cięgła. Został wprowadzony w 1971 roku. Jest rozwojową wersją systemu używanego w pojazdach Sojuz 7K-OK, zaprojektowanego pierwotnie dla radzieckiego lądownika księżycowego.
System ten używany jest w bazach orbitalnych i pojazdach kosmicznych od czasu stacji Salut 1 i pojazdu Sojuz 10. Usprawniona wersja systemu używana była do dokowania dwudziestotonowych modułów stacji Mir. System wyposażony jest w przejście o średnicy 80 cm.
System pozwala pojazdom wyposażonym w sondę, takim jak Sojuz, Progress czy ATV dokować do portów wyposażonych w mechanizm „cięgła”. Węzły tego typu znajdowały się na wszystkich stacjach programu Salut/Ałmaz, na stacji Mir oraz na modułach rosyjskiego segmentu stacji ISS. Ta ostatnia wyposażona jest w cztery takie porty, korzystające z najnowszej implementacji systemu SSWP-G4000, umieszczone na modułach Zwiezda, Pirs, Rasswiet i Poisk. Przy użyciu tego systemu moduł Rasswiet został na stałe zadokowany do Zarji.